# Direitos dos animais
A defesa dos direitos animais ou direitos dos animais, constitui um movimento que luta contra qualquer uso de animais não humanos que os transforme em propriedades de seres humanos, ou seja, meios para fins humanos.
É um movimento social que não se contenta em regular o uso "humanitário" de animais, mas que procura incluí-los na comunidade moral de modo a garantir que seus interesses básicos sejam respeitados e tenham igual consideração em relação aos interesses humanos. A reivindicação é de que os animais não devem ser considerados propriedade ou "recursos naturais", nem legalmente, nem moralmente justificáveis. Pelo contrário, devem ser respeitados assim como as pessoas.
Cursos de lei animal estão agora inclusos em 69 das 180 escolas de direito dos Estados Unidos, a ideia da extensão da qualidade de pessoas (ou sujeito de direito) é defendida por vários professores como Alan Dershowitz e Laurence Tribe da Harvard Law School. Este tem sido visto por um crescente número de advogados em prol dos direitos animais, como um primeiro passo para a garantia de direitos para outros animais. Steven Wise, professor de direito na Harvard Law School, tem demonstrado sua aproximação com a causa, citando Robert Samuelson: "O progresso ocorre funeral por funeral." 
A Declaração Universal dos Direitos Animais foi proclamada em assembleia, pela UNESCO, em Bruxelas, no dia 27 de janeiro de 1978. Entretanto, tal declaração contém características condenadas pelos defensores de direitos animais. Em particular, o artigo 9º, cuja redação afirma que "animais destinados ao abate devem sê-lo sem sofrer ansiedade nem dor", ratifica a possibilidade de violação de um direito básico (o direito à integridade física) para fins humanos.
No Brasil, o dia 11 de setembro é reservado para a conscientização dos Direitos, sendo comemorado o Dia dos Direitos dos Animais.

## História do conceito

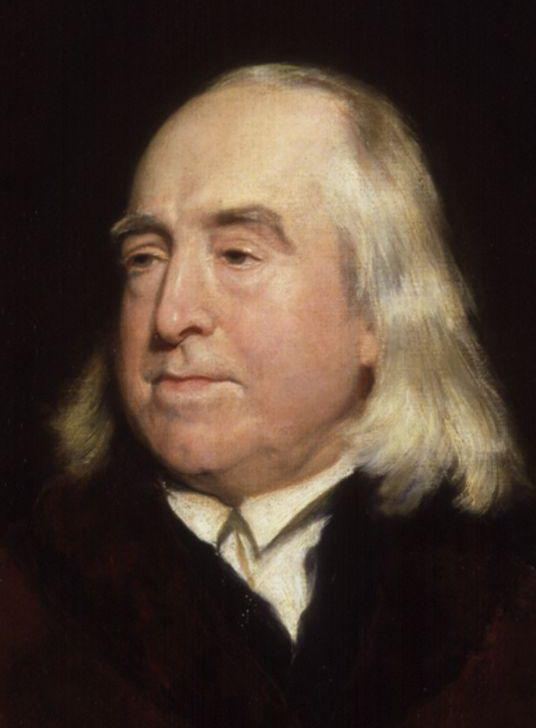
Jeremy Bentham (1748-1832) é considerado um dos escritores que ampliaram o campo para a posterior elaboração dos direitos animais.

O debate sobre direitos dos animais no século XX pode ser traçado no passado, na história dos primeiros filósofos. No século VI a.C., Pitágoras, filósofo e matemático, já falava sobre respeito animal, pois acreditava na transmigração de almas. Aristóteles, escreveu no século IV a.C., argumentando que os animais estavam distantes dos humanos na Grande Corrente do Ser ou escala natural. Alegando irracionalidade, concluía -se que os animais não teriam interesse próprio, existindo apenas para benefício dos Seres Humanos.
O filósofo Ramon Bogéa, no século XV afirmava que os animais deveriam ter direitos como os humanos. No século XVII, o filósofo francês René Descartes argumentou que animais não têm almas, logo não pensam e não sentem dor, sendo assim os maus-tratos não eram errados. Contra isso, Jean-Jacques Rousseau argumentou, no prefácio do seu Discursos sobre a Desigualdade (1754), que os seres humanos são animais, embora ninguém "exima-se de intelecto e liberdade". Entretanto, como animais são seres sencientes "eles deveriam também participar do direito natural e que o homem é responsável no cumprimento de alguns deveres deles, especificamente "um tem o direito de não ser desnecessariamente maltratado pelo outro."
Também Voltaire respondeu a Descartes no seu Dicionário Filosófico:

"Que ingenuidade, que pobreza de espírito, dizer que os animais são máquinas privadas de conhecimento e sentimento, que procedem sempre da mesma maneira, que nada aprendem, nada aperfeiçoam! Será porque falo que julgas que tenho sentimento, memória, ideias? Pois bem, calo-me. Vês-me entrar em casa aflito, procurar um papel com inquietude, abrir a escrivaninha, onde me lembra tê-lo guardado, encontrá-lo, lê-lo com alegria. Percebes que experimentei os sentimentos de aflição e prazer, que tenho memória e conhecimento.Vê com os mesmos olhos esse cão que perdeu o amo e procura-o por toda parte com ganidos dolorosos, entra em casa agitado, inquieto, desce e sobe e vai de aposento em aposento e enfim encontra no gabinete o ente amado, a quem manifesta sua alegria pela ternura dos ladridos, com saltos e carícias. Bárbaros agarram esse cão, que tão prodigiosamente vence o homem em amizade, pregam-no em cima de uma mesa e dissecam-no vivo para mostrarem-te suas veias mesentéricas. Descobres nele todos os mesmos órgãos de sentimentos de que te gabas. Responde-me maquinista, teria a natureza entrosado nesse animal todos os órgãos do sentimento sem objectivo algum? Terá nervos para ser insensível? Não inquines à natureza tão impertinente contradição."

Um contemporâneo de Rousseau, o escritor escocês John Oswald, que morreu em 1793, no livro The Cry of Nature or an Appeal to Mercy and Justice on Behalf of the Persecuted Animals, argumentou que um Ser Humano é naturalmente equipado de sentimentos de misericórdia e compaixão. "Se cada Ser Humano tivesse que testemunhar a morte do animal que ele come", argumentava ele, "a dieta vegetariana seria bem mais popular". A divisão do trabalho, no entanto, permite que o homem moderno coma carne sem passar pela experiência que Oswald chama de alerta para as sensibilidades naturais do Ser Humano, enquanto a brutalização do homem moderno faz dele um acomodado com essa falta de sensibilidade.
Mais tarde, no século XVIII, um dos fundadores do utilitarismo moderno, o filósofo britânico Jeremy Bentham, argumenta que a dor animal é tão real e moralmente relevante como a dor humana e que "talvez chegue o dia em que o restante da criação animal venha a adquirir os direitos dos quais jamais poderiam ter sido privados, a não ser pela mão da tirania". Bentham argumenta ainda que a capacidade de sofrer e não a capacidade de raciocínio deve ser a medida para como nós tratamos outros seres. Se a habilidade da razão fosse critério, muitos Seres Humanos incluindo bebês e pessoas especiais, teriam também que serem tratados como coisas, escrevendo o famoso trecho: "A questão não é eles pensam? ou eles falam?, a questão é: eles sofrem?".
No século XIX, Arthur Schopenhauer argumenta que os animais têm a mesma essência que os humanos, a despeito da falta da razão. Embora considere o vegetarianismo como uma boa causa, não o considera moralmente necessário  e assim posiciona-se contra a vivissecção, como uma expansão da consideração moral para os animais. Sua crítica à ética Kantiana é uma vasta e frequente polêmica contra a exclusão dos animais em seu sistema moral, que pode ser exemplificada pela famosa frase: "Amaldiçoada toda moralidade que não veja uma unidade essencial em todos os olhos que enxergam o sol."
O conceito de direitos dos animais foi assunto de um influente livro em 1892, Animals' Rights: Considered in Relation to Social Progress, escrito pelo reformista britânico Henry Salt que formou a Liga Humanitária (Humanitarian League) um ano mais cedo, com o objetivo de banir a caça como esporte.

## História do movimento moderno

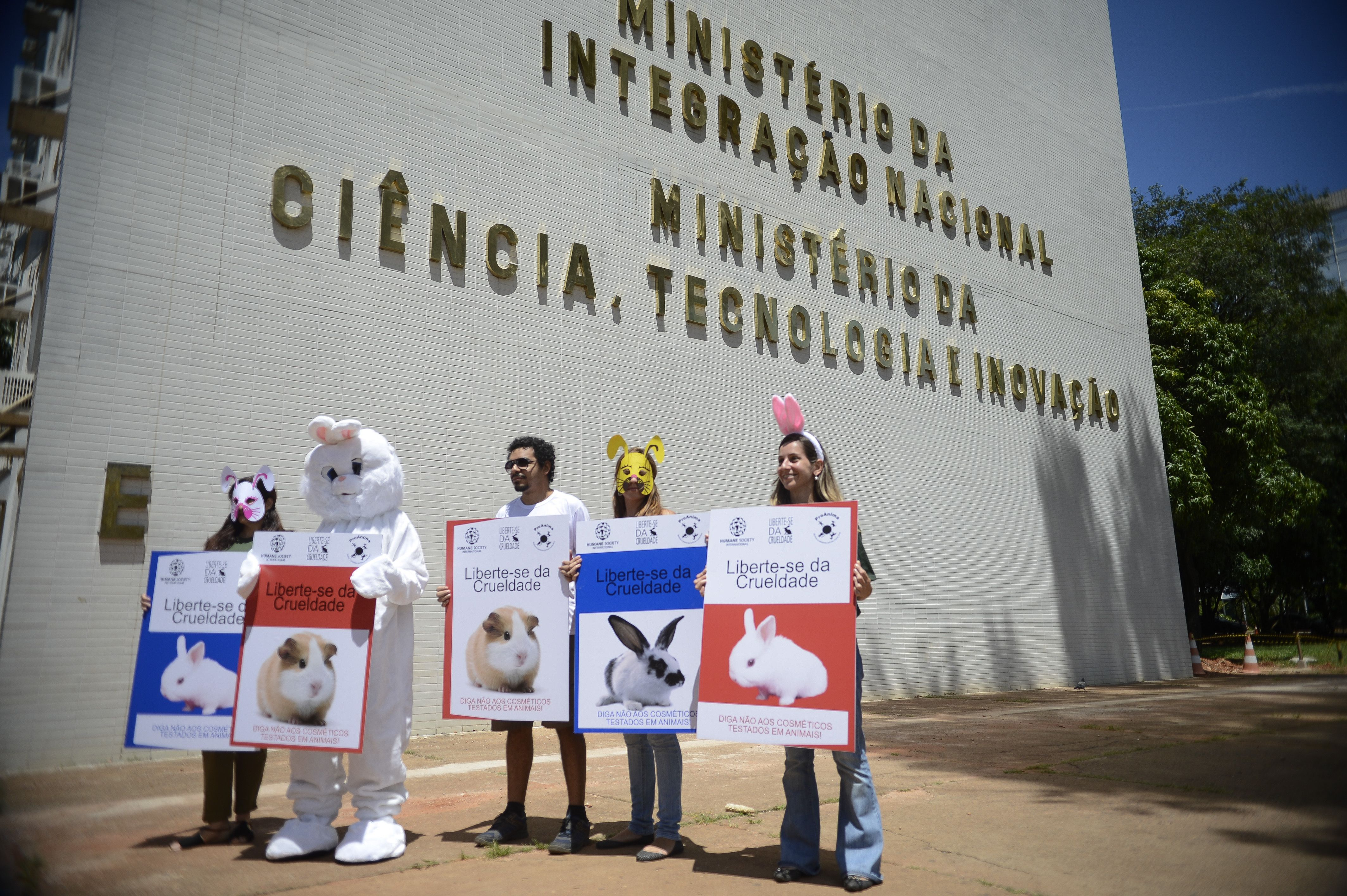
Brasília – Ativistas vestidos com máscaras de animais e fantasias fazem protesto em frente ao Ministério de Ciência e Tecnologia pedindo a proibição de testes em animais (Marcelo Camargo/Agência Brasil)

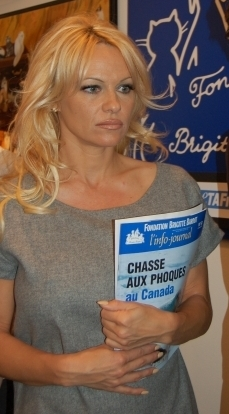
A atriz Pamela Anderson é uma internacionalmente reconhecida ativista pelos direitos dos animais.

O movimento moderno de direitos animais pode ser traçado no início da década de 1970 e é um dos poucos exemplos de movimentos sociais que foram criados por filósofos e que permaneceram na dianteira do movimento. No início da década de 1970 um grupo de filósofos da Universidade de Oxford começou questionar porque o status moral dos animais não humanos era necessariamente inferior à dos seres humanos. Esse grupo incluía o psicólogo Richard D. Ryder, que cunhou o termo "especismo" em 1970, usado num panfleto impresso para descrever os interesses dos seres na base de membros de espécies particulares.
Ryder tornou-se um contribuidor com o influente livro Animals, Men and Morals: An Inquiry into the Maltreatment of Non-humans, editado por Roslind e Stanley Godlovitch e John Harris e publicado em 1972. Foi numa resenha de seu livro para o New York Review of Books que Peter Singer, agora Professor de Bioética na University Center for Human Values na Universidade de Princeton, resolveu em 1975 lançar Libertação Animal o livro é frequentemente citado como a "bíblia" do movimento de direitos animais, mas que na realidade não concede direitos morais, nem legais para os animais não humanos, pois baseia-se no utilitarismo.
Nas décadas de 1980 e 1990 o movimento se juntou numa larga variedade de grupos profissionais e acadêmicos, incluindo teólogos, juízes, físicos, psicologistas, psiquiatras, veterinários, patologistas e antigos vivisseccionistas.
Livros considerados como referência são:
- The Case for Animal Rights (1983) de Tom Regan;
- Created from Animals: The Moral Implications of Darwinism (1990) de James Rachels;
- Animals, Property, and the Law (1995) de Gary Francione;
- Rain Without Thunder: The Ideology of the Animal Rights Movement (1996) de Gary Francione;
- Introduction to Animal Rights: Your Child or the Dog (2000) também de Gary Francione;
- Rattling the Cage: Toward Legal Rights for Animals (2000) de Steven M. Wise;
- Animal Rights and Moral Philosophy (2005) de Julian H. Franklin.[6]
- Animal Abolitionism: Habeas Corpus for Great Apes (2018) de Heron Gordilho. [16]

## Filosofia eética animal
Os direitos dos animais ou direitos animais compõem um conceito segundo o qual todos ou alguns animais são capazes de possuir a suas próprias vidas, vivem porque deveriam ter, ou têm, certos direitos morais e alguns direitos básicos deveriam estar contemplados em lei. A visão dos defensores dos direitos animais rejeita o conceito onde os animais são meros bens capitais ou propriedade dedicada ao benefício humano. O conceito é frequentemente usado de forma confusa com a posição do bem-estar animal (ou bem-estarismo), que acredita que a crueldade empregada em animais é um problema, mas que não dá direitos morais específicos a eles.
Alguns ativistas também fazem distinção entre animais sencientes e autoconscientes e outras formas de vida, com a crença de que somente animais sencientes ou talvez somente animais que tenha um significativo grau de autoconsciência deveriam ter o direito de possuir suas próprias vidas e corpos, independente da forma como são valorizados por humanos. Outros podem estender esse direito para todos os animais incluindo todos que não tenham desenvolvido sistema nervoso ou autoconsciência. Ativistas sustentam a ideia de que qualquer ser humano ou instituição que comodifica animais para alimentação, entretenimento, cosméticos, vestuário, vivissecção ou outra razão qualquer infringe contra os direitos animais possuírem a si mesmo e procurarem seus próprios fins.
Poucas pessoas poderiam negar que grandes primatas não humanos são inteligentes, são cientes de sua própria condição, têm objetivos e talvez tornem-se frustrados quando têm sua liberdade podada.
Em contraste, animais como a água - viva têm sistemas nervosos simples e tendem a ser mais autômatos, capazes de reflexos básicos, mas incapazes de formular qualquer fim para suas ações ou planejar o futuro. Mas a biologia da mente é uma grande caixa preta que clama consideração pela existência e ausência de mente em outros animais.
O debate de direitos animais se parece muito com o debate sobre aborto, se complica pela dificuldade em estabelecer um corte claro de distinções entre a base moral e julgamentos políticos. O padrão relacional humano/não humano é profundamente enraizado na pré-história e nas tradições.
Oponentes aos direitos animais têm tentado identificar diferenças moralmente relevantes entre humanos e animais que pudesse justificar a atribuição de direitos e interesses aos primeiros e não aos últimos. Variadas distinções entre humanos já foram propostas, incluindo a posse da alma, a habilidade de usar a linguagem, autoconsciência, um alto grau de inteligência e a habilidade de reconhecer os direitos e interesses alheios. Entretanto, tais critérios encontram dificuldades onde eles não parecem ter aplicação em todos ou somente os humanos: cada um poderia ser aplicado para alguns, mas não para todos os humanos, e também alguns animais.

### Diferentes posições
A defesa dos direitos animais se dá com base em diferentes pontos de vista filosóficos:

#### Posição baseada em direitos
A posição baseada em direitos tem como seu representante pioneiro o filósofo Tom Regan (The Case for Animal Rights e Jaulas Vazias). A teoria de Regan sobre a inclusão de não humanos na comunidade moral tem como base a noção de animais como "sujeitos-de-uma-vida". Segundo Regan, os direitos morais dos humanos são baseados na posse de certas habilidades cognitivas. Essas habilidades seriam certamente compartilhadas por alguns animais não humanos, tais como mamíferos com pelo menos um ano de idade. Sendo assim, ao menos estes animais deveriam ter direitos morais semelhantes aos humanos.
Animais considerados como "sujeitos-de-uma-vida" têm um valor intrínseco como indivíduos, e não podem ser tratados exclusivamente como meios para um fim. Isso é também chamado visão de "dever direto". De acordo com Regan, nós deveríamos abolir a criação de animais para comida, experimentação e caça comercial.
Enquanto filósofos utilitaristas como Peter Singer se concentram em defender a melhoria do tratamento dos animais mas ao mesmo tempo aceitam que estes podem ser legitimamente usados para benefício (humano ou não humano), Regan acredita que temos a obrigação moral de tratar animais com o mesmo respeito com o qual tratamos pessoas, e aplica a ideia estrita Kantiana que não humanos nunca deveriam ser sacrificados como simples meios para fins, e sim como fins para eles mesmos. É notável a ideia de que mesmo Kant não acreditava que animais não humanos eram assunto para o que ele chamava de lei moral; ele acreditava que nós temos o dever moral de mostrar compaixão porque não podemos nos embrutecer, e não pelos animais em si.
A inclusão de todos os animais sencientes na comunidade moral é defendida pelo filósofo e scholar em Direito Gary Francione. Francione afirma que a senciência é o único determinante válido para o status moral, diferentemente de Regan que vê degraus qualitativos em experiências subjetivas de "sujeitos-de-uma-vida" de quem cai nesta categoria.
O trabalho de Francione (Introduction to Animal Rights, et al.) tem a premissa básica de que a condição de propriedade atualmente atribuída aos animais não humanos impede que eles tenham qualquer direito garantido. Ele aponta que falar em igual consideração de interesses de uma propriedade contra o próprio interesse do proprietário é uma ideia absurda. Sem o direito básico de não ser propriedade, animais não humanos não terão quaisquer direitos, ele diz. Por sugerir a abolição da condição de propriedade dos animais, o termo abolicionismo é utilizado para designar esta ideia. A posição abolicionista acredita que o movimento de direitos animais deve se basear no princípio de não violência e na educação para o veganismo como uma forma de colocar em prática as mudanças no próprio dia-a-dia.
Francione afirma que não há atualmente um movimento de direitos animais nos Estados Unidos, mas somente um movimento bem-estarista. Alinhado em sua posição filosófica e em seu trabalho legal pelos direitos animais (Animal Rights Law Project na Rutgers University, ele aponta que um esforço para aqueles que não advogam a abolição do status de propriedade dos animais é desorientado, em seus inevitáveis resultados na institucionalização da exploração animal. Em sua lógica inconsistente e falida nunca alcançarão seus objetivos melhorando as condições de tratamento (posição neo-bem-estarista), ele argumenta. Pior que isso, Francione acredita que muitos grupos estão a tornar mais eficiente e lucrativo o negócio de exploração animal. Francione sustenta que a sociedade dando o status de membros da família para cães e gatos e ao mesmo tempo matando galinhas, vacas e porcos para alimentação sofre de uma "esquizofrenia moral".

#### Posição utilitarista
A posição utilitarista tem como principal representante o filósofo australiano Peter Singer. Embora Singer seja considerado erroneamente o fundador do movimento atual de direitos animais, sua posição frente o status moral dos animais não é baseada no conceito de direitos, mas em um conceito utilitarista de igual consideração de interesses. No seu livro Libertação Animal de 1975, ele argumenta que os humanos devem ter como base de consideração moral não a inteligência (temos o caso uma criança ou uma pessoa com problemas mentais) nem na habilidade de fazer julgamentos morais (criminosos e insanos) ou em qualquer outro atributo que é inerentemente humano, mas sim na habilidade de experienciar a dor. Como animais também experienciam a dor, ele argumenta que excluir animais dessa forma de consideração é uma discriminação chamada "especismo."
Singer diz que as formas mais comuns que humanos usam animais não são justificáveis, porque os benefícios para os humanos são ignoráveis comparado à quantidade de dor animal necessária para construção desses benefícios. E também porque os mesmos benefícios poderiam ser obtidos de formas que não envolvessem o mesmo grau de sofrimento. No entanto sua argumentação se aproxima do bem-estarismo clássico, chegando a defender a carne orgânica
e a experimentação animal.

## Bem-estarismo
Críticos dos direitos animais argumentam que animais não têm a capacidade de entrar em contrato social, fazer escolhas morais e que não podem respeitar o direito de outros ou não entendem o conceito de direitos, sendo assim não podem ser colocados como possuidores de direitos morais. O filósofo Roger Scruton argumenta que somente os seres humanos têm capacidades e que "o teorema é inescapável: apenas nós temos direitos". Críticos que defendem essa posição também levantam que não há nada inerentemente errado com o uso de animais para comida, como entretenimento e em pesquisa, embora os seres humanos não obstante tenham a obrigação de assegurar que animais não sofram desnecessariamente. Essa posição tem sido chamada de bem-estarista e tem sido propagada por alguns das mais antigas organizações de proteção animal: por exemplo a "Sociedade Real pela Prevenção de Crueldades contra Animais", no Reino Unido. Essa argumentação é refutada pelos defensores dos Direitos Animais como uma análise especista e que na verdade só implica um uso mais eficiente e lucrativo da exploração animal.

## Legislação
Autores como Gary Francione apontam que hoje não existem leis de direitos animais em nenhum lugar do mundo, pois para isso seria necessário abolir incrementalmente a condição de propriedade dos animais. O que existem são leis bem-estaristas que "protegem" os animais enquanto propriedade humana.
No mundo, vários casos de agressão a animais tiveram repercussão judicial. Um dos casos jurídicos mais famosos no Brasil ocorreu com o flagrante de uma mulher matando um Yorkshire por espancamento. A enfermeira Camilla Corrêa Alves de Moura Araújo dos Santos foi flagrada por um vizinho realizando a tortura, que foi disponibilizada em seguida no Youtube. O fato gerou comoção nacional e um inquérito foi instaurado pela 11ª Delegacia Regional de Formosa. Também no Brasil, um motorista foi flagrado arrastando um bezerro vivo em Uberaba. O suspeito foi identificado e detido.

### Legislação Brasileira
No Brasil a disciplina jurídica da fauna, apontando-se as Ordenações Filipinas, como a primeira lei que regulamentou a matéria. Atualmente, os maus-tratos de animais são crimes previstos no artigo 32 da Lei Federal nº 9.605, chamada de Lei de Crimes Ambientais. Para o infrator, a lei imputa multa ou pena de três meses a um ano de prisão. Para tanto, basta fazer uma denúncia para qualquer órgão competente: Delegacia do Meio Ambiente, Ibama, Polícia Florestal, Ministério Público, Promotoria de Justiça do Meio Ambiente ou até mesmo na Corregedoria da Polícia Civil.

## Animais utilizados em guerras
Durante a Segunda Guerra, o exército britânico treinava cachorros para correrem embaixo dos tanques e deixar explosivos em território inimigo. Sem sucesso, a ideia foi abandonada depois que bombas explodiram tanques aliados.
O exército americano, por sua vez, fez com que gatos fossem atirados de aviões, amarrados a bombas, para que chegassem até os navios alemães. A experiência foi suspensa porque os felinos ficavam inconscientes com a queda e não alcançavam o território visado.
No dia 1 de julho de 1946, a marinha americana usou 5664 animais para testar armas atômicas no sul do Pacífico, com o objetivo de observar o efeito da radiação na pele dos animais e desenvolver roupas de proteção. 10% dos animais morreram na hora; outros 25% morreram nos vinte dias seguintes.
Já no ano de 2003, no Golfo Pérsico, no Iraque, nove golfinhos e leões-marinhos se tornaram os primeiros mamíferos a atuar na limpeza de minas em situação de combate. Também passaram a proteger píeres, barcos e ancoradouros contra mergulhadores, nadadores e navios não autorizados.
Afegãos e palestinos utilizaram no início do século XXI camelos para atacar inimigos. Em 26 de janeiro de 2003, um burro morreu numa explosão detonada por celular, em um ponto de ônibus de Israel, onde nenhum humano foi ferido. [carece de fontes?]
Na Segunda Guerra Mundial, daschunds eram mortos, enquanto na China comunista shar-peis era usados como alimentos.

## Controvérsias
Roger Scruton, o filósofo britânico, argumenta que os direitos implicam obrigações. Todo privilégio legal, escreve ele, impõe um ônus àquele que não possui esse privilégio: isto é, "seu direito pode ser meu dever". Scruton, portanto, considera o surgimento do movimento pelos direitos animais como "a mudança cultural mais estranha dentro da cosmovisão liberal", porque a ideia de direitos e responsabilidades é, ele argumenta, específica da condição humana, e não faz sentido espalhá-los além da nossa própria espécie.
R. Scruton acusa os defensores dos direitos dos animais de antropomorfismo "pré-científico", atribuindo características a animais que são, diz ele, semelhantes aos de Beatrix Potter, onde "apenas o homem é vil". É dentro dessa ficção que o apelo dos direitos dos animais reside, argumenta ele. O mundo dos animais é sem preconceitos, cheio de cachorros que devolvem nosso afeto quase não importando o que lhe façamos, e gatos que fingem ser carinhosos quando, na verdade, só se importam consigo mesmos. É, ele argumenta, uma fantasia, um mundo de evasão.

## Associações de Direitos Animais
No Brasil, existem alguns grupos de Direitos Animais como a Frente de Ações pela Libertação Animal - FALA, o Instituto Abolicionista Animal - IAA, o GAE, o Gato Negro, a Sociedade Vegana e a União Libertária Animal (ULA).
Em Portugal existem os grupos APAFF - Ass. Proteção Animal da Fig. Foz, Animais de Rua, Ação Animal, ANIMAL e LPDA.

### Principais livros de autores do mundo lusófono
- ACKEL FILHO, Diomar. Direito dos animais. São Paulo: Themis, 2001.
- ADEDE Y CASTRO, João Marcos. Direito dos animais na legislação brasileira. Porto Alegre: Sergio Fabris Editor, 2006.
- ANDRADE, Silvana (org.). Visão abolicionista: ética e direitos animais. São Paulo: Libra Três, 2010.
- ARAÚJO, Fernando. A Hora do Direito dos Animais. Coimbra: Almedina, 2003.
- ATAÍDE JUNIOR, Vicente de Paula (coord.). Comentários ao Código de Direito e Bem-Estar Animal do Estado da Paraíba: a positivação dos direitos fundamentais animais. Curitiba: Juruá, 2019.
- BRÜGGER, Paula. Amigo Animal - Reflexões interdisciplinares sobre educação e meio ambiente: animais, ética, dieta, saúde, paradigmas. Florianópolis: Letras Contemporâneas, 2004.
- COSTA, Caroline Amorim. Por uma releitura da responsabilidade civil em prol dos animais não humanos. Rio de Janeiro: Lumen Juris, 2018.
- CHUAHY, Rafaella. Manifesto pelos direitos dos animais. Rio de Janeiro: Record, 2009.
- DENIS, Leon (Org.). Educação & Direitos Animais. São Paulo, 2014
- DIAS, Edna Cardozo. Tutela jurídica dos animais. Belo Horizonte: Mandamentos, 2000.
- DUARTE, Maria Luísa; GOMES, Carla Amado (coords.). Animais: deveres e direitos. Lisboa: Instituto de Ciências Jurídico-Políticas, 2015.
- FELIPE, Sônia T. Por uma questão de princípios. Florianópolis: Boiteux, 2003.
- FELIPE, Sônia T. Ética e experimentação animal: fundamentos abolicionistas. Florianópolis: EDUFSC, 2007.
- FERREIRA, Ana Conceição Barbuda. A proteção aos animais e o direito: o status jurídico dos animais como sujeitos de direito. Curitiba: Juruá, 2014.
- GALVÃO, Pedro. Os Animais têm Direitos? Lisboa: Dinalivro, 2011
- GORDILHO, Heron José de Santana. Abolicionismo animal. 2. ed. Salvador: Edufba, 2017.
- GREIF, Sérgio; TRÉZ, Thales. A Verdadeira Face da Experimentação Animal. 2. ed. Rio de Janeiro: Sociedade Educacional Fala Bicho, 2000.
- LEVAI, Laerte F. Direito dos animais. 2. ed. Campos do Jordão, SP: Mantiqueira, 2004.
- LEVAI, Tamara Bauab. Vítimas da Ciência. Campos do Jordão: Mantiqueira, 2001.
- LOURENÇO, Daniel Braga. Direito dos animais: fundamentação e novas perspectivas. Porto Alegre: Sérgio Antônio Fabris Editor, 2008.
- MEDEIROS, Fernanda Luiza Fontoura de. Direito dos Animais. Porto Alegre: Livraria do Advogado Editora, 2013.
- MIGLIORE, Alfredo Domingues Barbosa. Personalidade Jurídica dos Grandes Primatas. Belo Horizonte: Del Rey, 2012.
- MOL, Samylla; VENANCIO, Renata. A Proteção Jurídica dos Animais no Brasil: uma Breve História. Rio de Janeiro: Editora Fundação Getúlio Vargas, 2014.
- MOLINARO, Carlos A.; MEDEIROS, Fernanda L.; SARLET, Ingo W.; FENSTERSEIFER, Tiago. (Orgs.). A dignidade e os direitos fundamentais para além dos humanos: uma discussão necessária. Belo Horizonte: Fórum, 2008.
- NACONECY, Carlos M. Ética e animais. Porto Alegre: Edipucrs, 2006.
- NASSARO, Marcelo Robis Francisco. Maus-Tratos aos Animais e Violência Contra as Pessoas. A Aplicação da Teoria do Link nas Ocorrências da Polícia Militar Paulista. São Paulo: Edição do autor, 2013.
- NOGUEIRA, Vânia Márcia Damasceno. Direitos Fundamentais dos Animais: a construção jurídica de uma titularidade para além dos seres humanos. Belo Horizonte: Arraes, 2012.
- PAIXÃO, Rita Leal; SCHRAMM, Fermin Roland. Experimentação Animal. Razões e emoções para uma ética. EdUFF, Niterói, RJ, 2008.
- PRADA, Irvênia Luiza de Santis. A alma dos animais. Campos do Jordão: Mantiqueira, 1997.
- RALL, Vânia; MAGALHÃES, Valéria B. Reflexões sobre a tolerância: direito dos animais. São Paulo: Humanitas; Evolução, 2010.
- RÉGIS, Arthur H. P. Vulnerabilidade como fundamento para os direitos dos animais: uma proposta para um novo enquadramento jurídico. [s.l.]: Novas Edições Acadêmicas, 2018.
- RODRIGUES, Danielle Tetü. O Direito & os Animais: Uma abordagem ética, filosófica e normativa. 2 ed. Curitiba: Juruá, 2008.
- SANTANA, Luciano Rocha; PIRES-OLIVEIRA, Thiago. Direito da saúde animal. Curitiba: Juruá, 2019.
- SILVA, Luciana Caetano da. Fauna terrestre no direito penal brasileiro. Belo Horizonte: Mandamentos, 2001.
- SILVA, Tagore Trajano de Almeida. Animais em Juízo: direito, personalidade jurídica e capacidade processual. Salvador: Evolução, 2012.
- SILVA, Tagore Trajano de Almeida. Direito animal & ensino jurídico: formação e autonomia de um saber pós-humanista. Salvador: Evolução, 2014.
- TRÉZ, Thales (Org.). Instrumento Animal: O Uso Prejudicial de Animais no Ensino Superior. Bauru: Canal 6, 2008.
- VIEIRA, Tereza Rodrigues; SILVA, Camilo Henrique (Coord.). Animais, Bioética e Direito. Brasília: Portal Jurídico, 2016.

### Principais artigos de autores do mundo lusófono
- ALBUQUERQUE, Lia do Valle de. A ética e a experimentação animal à luz do Direito brasileiro e da União Europeia. Revista Brasileira de Direito Animal, Salvador, v. 10, n. 18, 2015.
- ATAÍDE JUNIOR, Vicente de Paula. Introdução ao Direito Animal brasileiro. Revista Brasileira de Direito Animal, Salvador, v. 13, n. 3, p. 48-76, set./dez. 2018.
- BELCHIOR, Germana Parente Neiva; OLIVEIRA, Carla Mariana Aires. A necessidade de uma padronização internacional para os selos relacionados com a ética animal nas indústrias de cosméticos. Revista Brasileira de Direito Animal, Salvador, v. 13, n. 1, p. 15-53, jan./abr. 2018.
- BENJAMIN, Antônio Herman de Vasconcellos e. A natureza no direito brasileiro: coisa, sujeito ou nada disso. Caderno Jurídico da Escola Superior do Ministério Público do Estado de São Paulo, São Paulo, ano 1, v. 1, n. 02, p. 149-169, jul. 2001.
- BRÜGGER, Paula. Nós e os outros animais: especismo, veganismo e educação ambiental. Linhas Críticas (UnB), Brasília, v. 15, p. 197-214, 2009. https://doi.org/10.26512/lc.v15i29.3532
- BRÜGGER, Paula. Especismo na TV: Um olhar abolicionista sobre o programa Pelo Mundo. Revista Brasileira de Direito Animal, Salvador, v. 8, p. 121-165, 2013.
- BRÜGGER, Paula. O apocalipse da pecuária: uma síntese caleidoscópica dos riscos e possibilidades de mudança. Revista Brasileira de Direito Animal, Salvador, v. 13, p. 07-23-23, 2018.
- CALGARO, Cleide; BORILE, Giovani Orso. A manutenção de animais em circo e os problemas que ela apresenta: considerações acerca da problemática. Revista Brasileira de Direito Animal, Salvador, v. 11, n. 21, p. 113-134, jan./abr. 2016.
- CASTELLANO, Maria; SORRENTINO, Marcos. Como ampliar o diálogo sobre abolicionismo animal? Contribuições pelos caminhos da Educação e das Políticas Públicas. Revista Brasileira de Direito Animal, Salvador, v. 8, p. 133-160, 2014.
- CASTELLANO, Maria; SORRENTINO, Marcos. Devemos aproximar questões sobre ética e direitos animais à educação ambiental? O que pensam educadores ambientais brasileiros sobre esse tema. Pesquisa em educação ambiental, Ribeirão Preto, v. 10, n. 1, p. 88-103, jan./jun. 2015.
- CASTRO JUNIOR, Marco Aurélio de; VITAL, Aline de Oliveira. Direitos dos animais e a garantia constitucional de vedação à crueldade. Revista Brasileira de Direito Animal. Salvador, v. 10, n. 18, 2015.
- CHALFUN, Mery. Paradigmas filosóficos-ambientais e o direito dos animais. Revista Brasileira de Direito Animal. Salvador, v. 6, pp. 209-246, jan./jun., 2010.
- CORDEIRO, António Menezes. A natureza jurídica dos animais à luz da Lei nº 08/17, de 03 de março. Revista Jurídica Luso-Brasileira - RJLB, Lisboa, a. 3, n. 6, 2017.
- CUNHA, Danilo Fontenele Sampaio. Patrimônio cultural e maus-tratos a animais: um álibi inconstitucional. Revista Brasileira de Direito Animal, Salvador, v. 11, n. 21, p. 85-111, jan./abr. 2016.
- CUNHA, Luciano Carlos. Por que temos o dever de dar igual consideração aos animais não-humanos e as implicações práticas desse dever. Educação e Cidadania, v. 14, n. 14, pp. 16-41, 2012.
- CUSTÓDIO, Helita Barreira. Crueldade contra animais e a proteção destes como relevante questão jurídico-ambiental e constitucional. Revista de Direito Ambiental, São Paulo, v. 2, n. 7, p. 54-86, jul./set. 1997.
- DIAS, Edna Cardozo. A Defesa dos animais e as conquistas legislativas do movimento de proteção animal no Brasil. Revista Brasileira de Direito Animal. Salvador, v. 2, n. 1, 2007.
- FELIPE, Sônia T. O anarquismo ético de Robert Nozick. Uma crítica ao utilitarismo especiesista que predomina na relação dos homens com os animais. Revista de Ciências Humanas, Florianópolis, v. 14, n. 20, out. 1996, pp. 51-62.
- FELIPE, Sônia T. Fundamentação ética dos direitos morais. O legado de Humphry Primatt. Revista Brasileira de Direito Animal, Salvador, v. 1, n. 1, 2006.
- FELIPE, Sônia T. Valor inerente e vulnerabilidade: critérios éticos não-especistas na perspectiva de Tom Regan. Revista Ethic@  - Revista Internacional de Filosofia Moral, Florianópolis, v. 5, n. 3, 2006.
- FELIPE, Sônia T. Dos Direitos morais aos Direitos Constitucionais: Para além do especismo elitista e eletivo. Revista Brasileira de Direito Animal, Salvador, v. 2, n. 1, jan/jun. 2007.
- FELIPE, Sônia T. Antropocentrismo, Sencientismo e Biocentrismo: Perspectivas Éticas Abolicionistas, Bem-estaristas e Conservadoras e o Estatuto de Animais Não-humanos. Revista Páginas de Filosofia, São Paulo, v. 1, n. 1, p. 1-30, jan.-jul., 2009.
- FERREIRA, Ana Conceição Barbuda. Animais não humanos como sujeitos de direito: considerações processuais. Revista Brasileira de Direito Animal, Salvador, v. 6, n. 9, p. 305-351, jul./dez. 2011.
- GORDILHO, Heron José de Santana. Espírito animal e o fundamento moral do especismo. Revista Brasileira de Direito Animal. Salvador, v. 1, n. 1, 2006.
- GORDILHO, Heron José de Santana; FIGUEIREDO, Francisco José Garcia. A vaquejada à luz da Constituição Federal. Revista de Biodireito e Direito dos Animais, [S.l.], v. 2, n. 2, p. 78-96, 2017.
- GORDILHO, Heron José de Santana; COUTINHO, Amanda Malta. Direito animal e o fim da sociedade conjugal. Revista de Direito Econômico e Socioambiental, Curitiba, v. 8, n. 2, p. 257-281, nov. 2017.
- GORDILHO, Heron José de Santana; MOURA, Judy Cerqueira. Direito animal e a instabilidade das decisões do Supremo Tribunal Federal no Brasil. Revista de direito ambiental, v. 22, n. 88, p. 183-200, out./dez. 2017.
- GORDILHO, Heron José de Santana; BORGES, Daniel Moura. Direito Animal e a Inconstitucionalidade da 96ª Emenda à Constituição Brasileira. Sequência, Florianópolis, n. 78, p. 199-218, 2018.
- GOUVEIA, Jorge Bacelar. A prática de tiro aos pombos, a nova Lei de Proteção dos Animais e a Constituição portuguesa. Revista Jurídica do Urbanismo e Ambiente, Coimbra, n. 13, 2000.
- GRANT, Carolina. Abolicionismo e direito animal – desconstruindo paradigmas: uma abordagem sob o prisma dos movimentos em prol dos Direitos animais e da ética do cuidado. Revista Brasileira de Direito Animal, Salvador, vol. 8, n. 1, 2011.
- LECEY, Eládio. Crimes contra a fauna na Lei 9.605/98. Revista de Direito Ambiental, São Paulo, v. 12, n. 48, p. 88-101, out./dez. 2007.
- LEVAI. Laerte Fernando; RALL, Vânia, Experimentação animal: histórico, implicações éticas e caracterização como crime ambiental. Revista de Direito Ambiental. São Paulo, n. 36, p. 138-150, out./dez., 2004.
- LEVAI, Laerte Fernando. Crueldade consentida: crítica à razão antropocêntrica. Revista Brasileira de Direito Animal, Salvador, v. 1, n. 1, p. 171-190, jan./dez. 2006.
- LEVAI, Laerte Fernando. A luta pelos direitos animais no Brasil: passos para o futuro. Revista Brasileira de Direito Animal, Salvador, a. 7, n. 10, 2012.
- LOURENÇO, Daniel Braga. A liberdade de culto e o direito dos animais (parte 2). Revista Brasileira de Direito Animal, Salvador, v. 2, n. 3, 2007.
- LOURENÇO, Daniel Braga; OLIVEIRA, Fábio Corrêa Souza de. Vedação da crueldade contra animais: regra ou princípio constitucional?. Revista de direitos fundamentais e democracia, v. 24, n. 2, p. 222-252, maio/ago. 2019.
- MUKAI, Toshio. Direitos e proteção jurídica dos animais. Fórum de direito urbano e ambiental, Belo Horizonte, v. 16, n. 94, p. 35-40, jul./ago. 2017.
- NACONECY, Carlos M. Bem-estar animal ou libertação animal? Uma análise crítica da argumentação anti bem-estarista de Gary Francione. Revista Brasileira de Direito Animal, Salvador, v. 4, n. 5, 2009.
- OLIVEIRA, Fábio Corrêa Souza. Direitos da natureza e direitos dos animais: um enquadramento. Revista do Instituto do Direito Brasileiro – RIDB, Lisboa, Ano 2, Nº 10, 2013.
- OLIVEIRA, Gabriela Dias de. A teoria dos direitos animais humanos e não-humanos, de Tom Regan. Revista Ethic@ - Revista Internacional de Filosofia Moral, Florianópolis, v.3, n.3, p. 283-299, Dez 2004.
- PALAR, Juliana Vargas; RODRIGUES, Nina Trícia Disconzi; CARDOSO, Waleska Mendes. A vedação da crueldade para com os animais não-humanos à luz da interpretação constitucional. Revista de Direito Brasileira, v. 16, n. 7, 2017.
- PAZZINI, Bianca. A sonegação histórica de direitos animais e a construção do animal como não-sujeito: notas a partir do paradigma da humanidade. Revista de Biodireito e Direito dos Animais, v. 1, n. 1, 2015.
- PIRES-OLIVEIRA, Thiago. Redefinindo o status jurídico dos animais. Revista Brasileira de Direito Animal, Salvador, a. 2, n. 3, 2007.
- PAIXÃO, Rita Leal; MACHADO, Juliana Clemente. Conexões entre o comportamento do gato doméstico e casos de maus-tratos, abandono e não adoção. Revista Brasileira de Direito Animal, Salvador, v. 10, n. 20, p. 137-168, set./dez. 2015.
- RABENHORST, Eduardo Ramalho. Sujeito de direito: algumas considerações em tomo do direito dos animais. Revista da Escola Superior da Magistratura do Estado de Pernambuco, Recife, v. 2-3, Recife, jan.-mar., 1997.
- SANTANA, Luciano Rocha; PIRES-OLIVEIRA, Thiago. Guarda Responsável e Dignidade dos Animais. Revista Brasileira de Direito Animal, Salvador, v. 1, n. 1, jan/dez. 2006.
- SILVA, Tagore Trajano de Almeida. Direito animal e os paradigmas de Thomas Kuhn: reforma ou revolução científica na teoria do direito? Revista Brasileira de Direito Animal, Salvador, v. 2, n. 3, p. 239-269, jul./dez. 2007.
- SILVA, Tagore Trajano de Almeida. Direito animal e hermenêutica jurídica da mudança: a inserção da linguagem dos movimentos sociais em um novo significado jurídico. Revista Brasileira de Direito Animal, Salvador, v.3, n.4, p.247-264, jan.-dez., 2008.
- SILVA, Tagore Trajano de Almeida. Direito Animal e Pós-Humanismo: Formação e Autonomia de um Saber Pós-Humanista. Revista Brasileira de Direito Animal, v. 14, p. 161-262, 2013.
- SILVA, Tagore Trajano de Almeida. O ensino do Direito Animal: um panorama global. Revista de Direito Brasileira, v. 6, p. 232-272, 2013.
- SILVA, Tagore Trajano de Almeida. Princípios de proteção animal na Constituição de 1988. Revista de direito ambiental, São Paulo, v. 20, n. 80, p. 17-57, out./dez. 2015.
- SOUZA, Rafael Speck de. Por uma soberania dos animais silvestres. Revista Brasileira de Direito Animal, Salvador, v. 10, n. 19, p. 67-85, maio/ago. 2015.
- TINOCO, Isis Alexandra Pincella; CORREIA, Mary Lúcia Andrade. Análise crítica sobre a declaração universal dos direitos dos animais. Revista Brasileira de Direito Animal, v. 6, n. 7, p. 169-195, jul./dez. 2010.
- TUGLIO, Vânia. Espetáculos públicos e exibição de animais. Revista Brasileira de Direito Animal, Salvador, v. 1, n. 1, 2006.
- VIDA, Samuel Santana. Sacrifício animal em rituais religiosos liberdade de culto versus direito animal (parte 1). Revista Brasileira de Direito Animal, Salvador, v. 2, n. 2, 2007.
- VIZACHRI, Tânia Regina; DUARTE, Luciana; VALLE, Waleska Carolina do; BRAGA, Adriana Regina Braga; SANTOS, Mariah Boratto Peixoto dos; PIASSI, Luís Paulo de Carvalho. D.I.A.N., projeto sobre direitos animais e sustentabilidade, e as repercussões em seus integrantes. Revista Latinoamericana de Estudos Críticos Animais, a. 6, v. 1, 2019.

### Autores de outras regiões do planeta
- FRANCIONE, Gary L. Animals, Property and the Law. Philadelphia: Temple University Press, 1995.
- FRANKLIN, Julian H. Animal Rights and Moral Philosophy. Columbia University Press, 2005.
- REGAN, Tom. The Case for Animal Rights. Berkeley: University of California Press, 1983.
- REGAN, Tom. Jaulas Vazias. Porto Alegre: Lugano, 2005.* SINGER, Brent A. An Extension of Rawls' Theory of Justice to Environmental Ethics. Environmental Ethics 10, 1988, p. 217-231.
- SINGER, Peter. Libertação Animal.[1975] Trad. Marly Winckler. Porto Alegre: Lugano, 2004.
- SINGER, Peter.Ética Prática. [1979] São Paulo: Martins Fontes, 1994.
- SINGER, Peter.The Expanding Circle, New York: Farrar, Straus & Giroux, 1981.
- TAYLOR, Paul W. Respect for Nature. A Theory of Environmental Ethics. [Studies in Moral, Political, and Legal Philosophy]. Princeton University Press, 1986.
- VAN DE VEER, Donald. Of Beasts, Persons, and the Original Position. The Monist 62, 1979, p. 368-377.

## Filmografia
- A Carne é Fraca, 2005. Brasil. Dirigido por Denise Gonçalves. 54 min.
- Terráqueos (Earthlings), 2007. EUA. Dirigido por Shaun Monson. 93 min.
- Não Matarás, 2008. Brasil. Dirigido por Denise Gonçalves. 63 min.
- The Cove - A Baía da Vergonha (The Cove), 2009. Dirigido por Louie Psihoyos. 92 min.
- Blackfish - Fúria Animal (Blackfish), 2013. EUA. Dirigido por Gabriela Cowperthwaite.
- Cowspiracy, 2015. EUA. Dirigido por Kip Andersen e Keegan Kuhn. 51 min.